# Yarelys Barrios
Yarelis Barrios Castaneda (Pinar del Río, 12 luglio 1983) è una discobola cubana.

## Biografia
Nel settembre 2016, gli viene tolto l'argento olimpico vinto ad Pechino 2008. Alcuni test antidoping svolti a distanza di anni dalla manifestazione, sui campioni prelevati all'atleta a Pechino, risultarono infatti positivi all'Acetazolamide.
In seguito alla condanna di 1 anno sono stati annullati tutti i suoi risultati dal 18 agosto 2008 al 17 agosto 2009.

## Palmarès
| Anno | Manifestazione      | Sede           | Evento           | Risultato | Misura  | Note                                     |
| ---- | ------------------- | -------------- | ---------------- | --------- | ------- | ---------------------------------------- |
| 2007 | Giochi panamericani | Rio de Janeiro | Lancio del disco | Oro       | 61,72 m |                                          |
| 2007 | Universiadi         | Bangkok        | Lancio del disco | Oro       | 61,36 m |                                          |
| 2007 | Mondiali            | Osaka          | Lancio del disco | Argento   | 63,90 m | Miglior prestazione personale            |
| 2008 | Campionati CAC      | Cali           | Lancio del disco | Oro       | 62,87 m |                                          |
| 2008 | Olimpiadi           | Pechino        | Lancio del disco | dq        | dq      |                                          |
| 2009 | Campionati CAC      | L'Avana        | Lancio del disco | Oro       | 62,10 m |                                          |
| 2009 | Mondiali            | Berlino        | Lancio del disco | Argento   | 65,31 m | Miglior prestazione personale stagionale |
| 2011 | Mondiali            | Taegu          | Lancio del disco | Bronzo    | 65,73 m | Miglior prestazione personale stagionale |
| 2011 | Giochi panamericani | Guadalajara    | Lancio del disco | Oro       | 66,40 m | Miglior prestazione personale            |
| 2012 | Olimpiadi           | Londra         | Lancio del disco | Bronzo    | 66,38 m |                                          |
| 2013 | Mondiali            | Mosca          | Lancio del disco | Bronzo    | 64,96 m |                                          |

## Altre competizioni internazionali
2010
- Vincitrice della Diamond League nella specialità del lancio del disco (20 punti)

2011
- Vincitrice della Diamond League nella specialità del lancio del disco (14 punti)

2013
- Argento al Golden Gala Pietro Mennea ( Roma), lancio del disco - 64,41 m
- Argento all'Athletissima ( Losanna), lancio del disco - 67,36 m
- Argento all'Herculis ( Monaco), lancio del disco - 64,24 m
- 4ª al Memorial Van Damme ( Bruxelles), lancio del disco - 63,02 m